# Kuiper Systems
Kuiper Systems LLC, známá také jako Project Kuiper, je dceřiná společnost Amazonu, založená v roce 2019 s cílem vytvořit rozsáhlou konstelaci satelitů pro poskytování širokopásmového připojení s nízkou latencí. Název Kuiper odkazuje na Kuiperův pás a byl původně kódovým označením projektu.
Americká FCC udělila Amazonu povolení ke spuštění konstelace čítající 3 236 satelitů na nízké oběžné dráze. Satelity budou vynášeny v pěti fázích a služba bude spuštěna po vypuštění prvních 578 satelitů. Podle licence FCC musí Amazon provozovat polovinu satelitů do 30. července 2026 a zbytek do 30. července 2029.
Amazon objednal 92 raketových startů od společností United Launch Alliance, ArianeGroup a Blue Origin (vlastněné Jeffem Bezosem), přičemž celková hodnota kontraktů přesahuje 10 miliard dolarů. V roce 2024 Amazon přikoupil další starty od SpaceX, přestože jde o přímého konkurenta s projektem Starlink.
Starty:
- 6. října 2023 byly vypuštěny první dva testovací satelity.[6]
- 29. dubna 2025 bylo raketou Atlas 5 vyneseno na oběžnou dráhu dalších 27 družic.[7]
- 23. června 2025 bylo raketou Atlas 5 vyneseno 27 družic.[8]
- 16. července 2025 bylo raketou Falcon 9 vyneseno 24 družic.[9]
- 11. srpna 2025 bylo raketou Falcon 9 vyneseno 24 družic.[10]